# Parc écotouristique des zones humides urbaines de Nyandungu
 (avril 2024).

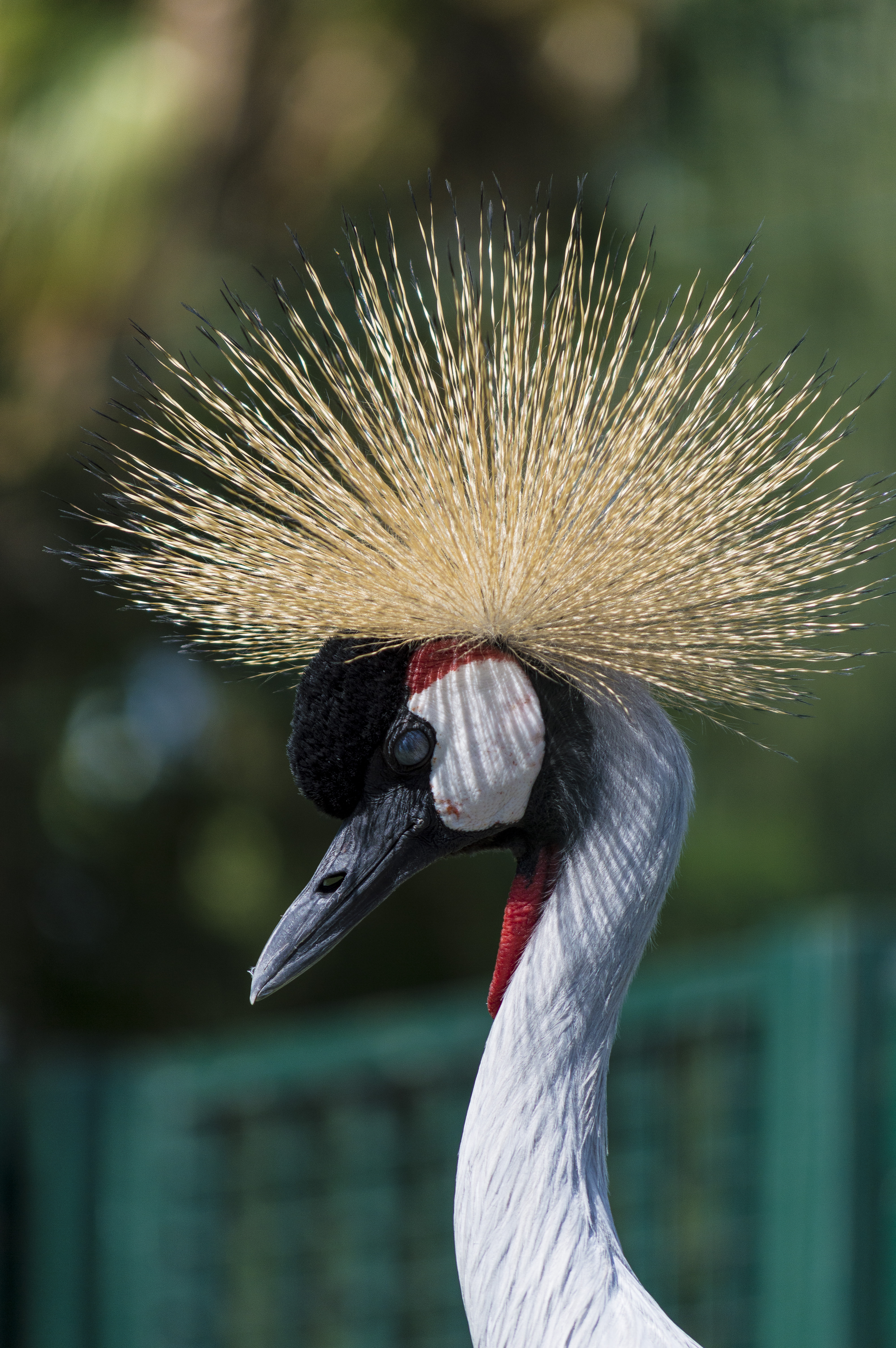
Grue royale.

Le parc écotouristique des zones humides urbaines de Nyandungu est un parc touristique rwandais, d'une superficie de 120 hectares, situé entre les districts de Gasabo et Kicukiro, qui permet un déplacement durable des personnes pour profiter des zones naturelles et des animaux sauvages de la vallée de Nyandungu,. 
Le parc a été créé avec des éléments essentiels comme des étangs ornementaux, des forêts-galeries orientales, des jardins de plantes médicinales, des allées pavées, des restaurants, un centre d'information et d'autres services de loisirs dans le but de conserver les environnements, d'éduquer les voyageurs et d'améliorer le bien-être de la population locale. Il a été mis en œuvre par l'Autorité rwandaise de gestion de l'environnement (REMA) en 2020,,.

## Histoire
Le plan de création du parc d'écotourisme des zones humides urbaines de Nyandungu a débuté en 2017 avec un budget de 5 millions de dollars, au début REMA comptait environ 70 espèces d'oiseaux dans le parc.

## Prestations touristiques
Le parc est officiel depuis le 8 juillet 2022 et accueille les visiteurs sept jours sur sept de 6 h à 18 h. Il dispose d'un service de restauration. Ils aident les gens à guider et à faire du vélo dans le parc,,.